# Зуша
Зуша (на руски: Зуша) е река в Тулска и Орловска област на Русия, десен приток на Ока (десен приток на Волга). Дължина 234 km. Площ на водосборния басейн 6950 km².
Река Зуша води началото си от най-високите части на Средноруското възвишение, на 273 m н.в., на 2,5 km югозападно от село Крюковка 2-рая, в южната част на Тулска област. По цялото си протежение тече през Средноруското възвишение в тясна и дълбока долина, със стръмни брегове, като в района на град Новосил има бързеи и прагове, където ширината на коритото ѝ е около 30 m, а дълбочината 2 m. В района на град Мценск ширината ѝ достига 40 – 80 m, а дълбочината остава същата. След извора си се насочва на югозапад и след около 20 km навлиза в Орловска област, като запазва това направление до град Новосил, където рязко завива на северозапад и тече в тази посока чак до устието си. Последните около 10 km протича по границата между Тулска и Орловска област. Влива се отдясно в река Ока (десен приток на Волга), при нейния 1303 km, на 137 m н.в., на 1 km северно от село Ушчерево, в северната част на Орловска област. Основни притоци: леви – Раковка (61 km), Неруч (111 km); десни – Черн (100 km), Снежед (74 km). Има смесено подхранване с преобладаване на снежното. Среден годишен отток при град Мценск 28 m³/s. Заледява се в началото на декември, а се размразява в края на март. По време на пълноводие е плавателна до град Мценск. По течението ѝ са разположени множество населени места, в т.ч. градовете Новосил и Мценск и районният център село Корсаково в Орловска област.